# Hà Ban
Hà Ban (sinh ngày 1 tháng 1 năm 1957) là một chính khách Việt Nam. Ông từng là Ủy viên Ban Chấp hành Trung ương Đảng Cộng sản Việt Nam khóa, XI XII, Phó Trưởng Ban Tổ chức Trung ương, Phó Trưởng ban Bảo vệ, chăm sóc sức khỏe cán bộ Trung ương.

## Tiểu sử
Ông sinh ngày 1 tháng 1 năm 1957 quê quán xã Điện Thắng Nam, thị xã Điện Bàn, tỉnh Quảng Nam.
Ông từng là sinh viên khóa đầu tiên của trường Đại học Bách khoa, Đại học Đà Nẵng, cùng khóa với GS.TS Bùi Văn Ga, Thứ trưởng Bộ Giáo dục và Đào tạo.
Năm 1980, ông bắt đầu gắn bó với mảnh đất Kon Tum cho đến tháng 02 năm 2015, ông được Bộ Chính trị điều động và bổ nhiệm chức vụ Phó Trưởng Ban Tổ chức Trung ương.
- Trước 2005: Ông lần lượt giữ các chức vụ Trưởng ban Tuyên giáo huyện Sa Thầy, Phó Chủ tịch rồi Chủ tịch Ủy ban nhân dân huyện Sa Thầy, Giám đốc Sở Nông nghiệp và Phát triển nông thôn, Giám đốc Sở Tài chính, Chánh Văn phòng Tỉnh ủy tỉnh Kon Tum.
- Từ 2005 - 2010: Phó Bí thư Tỉnh ủy, Chủ tịch Ủy ban nhân dân tỉnh Kon Tum khóa XIII, nhiệm kỳ 2005-2010.
- Từ 2010 - 2015: Ủy viên Ban Chấp hành Trung ương Đảng khóa XI[1], Bí thư Tỉnh ủy, Chủ tịch Hội đồng nhân dân tỉnh Kon Tum[2].
- Ngày 26/02/2015, Hội nghị bất thường của Ban Chấp hành Đảng bộ tỉnh Kon Tum đã công bố và trao Quyết định của Bộ Chính trị điều động ông giữ chức Phó Trưởng ban Tổ chức Trung ương[3].
- Tại Đại hội đại biểu toàn quốc Đảng Cộng sản Việt Nam lần thứ XII, ông tái cử Ủy viên Ban Chấp hành Trung ương[4].

## Gia đình
Ông xuất thân trong một gia đình nông dân có công với cách mạng tại xã Điện Thắng Nam, thị xã Điện Bàn, tỉnh Quảng Nam.

## Học vấn
- Học vị: Tiến sĩ Kinh tế.
- Trình độ lý luận chính trị: Cử nhân.

## Khen thưởng
- Huân chương lao động hạng Nhất[5].

## Phát biểu
"đội ngũ cán bộ của các tỉnh Tây Nguyên còn thiếu và yếu... do vậy cần tăng cường đào tạo và thu hút đội ngũ cán bộ. Đây cũng là vấn đề cốt lõi vì một Tây Nguyên phát triển bền vững..."